# Godthåb (Aalborg Kommune)
 For alternative betydninger, se Godthåb (flertydig). (Se også artikler, som begynder med Godthåb)
Godthåb i Himmerland har været en fabriksby og stationsby. I 2000-tallet er byen vokset sammen med nabobyen Svenstrup.
Godthåb hører til Godthåb Sogn, som er udskilt fra Øster Hornum Sogn og Svenstrup Sogn. Godthåb Kirke blev opført i byen og indviet i 1912.

## Faciliteter
- Godthåb Skole er en rødstensbygning fra 1959. Omkring 1990 lukkede kommunen skolen. Den er nu slået sammen med Øster Uttrup Skole til en specialskole med navnet Øster Uttrup-Godthåb Skole. Den har 36 elever, heraf 14 i Godthåb. Specialskolen bruger kun én fløj med to etager, og den gamle skolebygning huser også børnehaven Henry, der er normeret til 50 børn og har 8 ansatte,[2] samt et Lokalhistorisk Arkiv.[3]
- Efter lukningen af Godthåb Skole var Højvangskolen i Svenstrup den nærmeste folkeskole, men en kreds af forældre oprettede friskolen Lyngbjerggårdskolen, der startede med 68 elever. Nu har den 205 elever, fordelt på 0.-9. klassetrin. 80 børn går i fritidsordningen Lyngtotten. I alt er der 29 ansatte.[4] Ved siden af friskolen ligger børnehaven Ridemandsmøllevej med plads til 36 børn.[5]
- Ved Godthåb Skole ligger Godthåb Forsamlingshus, der er opført i 1936 og moderniseret i 1968. Det har en stor sal til 90 personer og en lille sal til 58 personer. Der er scene i den store sal.[6]
- Byens mest brugte samlingssal er Ridemandsmølle, hvor dagplejerne nogle formiddage hver uge mødes til legestue. Pensionister, spejdere, skoleelever og folkedansere er også flittige brugere af den store sal.
- Godthåb Idrætsforening blev stiftet i 1936. Da dens idrætsanlæg skulle bruges til boligområde, fusionerede den i 2009 med Svenstrup Gymnastikforening under navnet Svenstrup Godthåb Idrætsforening (SGIF). Den nye klub flyttede til nye baner og lokaler ved Højvanghallen i Svenstrup.
- Godthåb har købmandsforretning.

## Historie

### Ridemands Mølle
Guldbæk er en å, der i Svenstrup løber ud i Østerå. Den har et ret stort fald gennem Godthåb. Allerede fra 1406 findes et skøde fra en handel med den senere Ridemands Mølle. I 1524 blev den overtaget af selvejerbonden Peder Sørensen med tilnavnet Ridemand, som nærmest var en ældre betegnelse for en herredsfoged - han blev faktisk herredsfoged i Hornum Herred 1529-44. I 1536 opførte han en ny mølle. Den malede korn fra de omliggende landsbyer. Svenstrups to vandmøller manglede tit vand, så bønderne herfra søgte ofte Ridemands Mølle, som kun sjældent manglede vand.

### Godthåb Hammerværk
I 1797 blev papirmøllen "Godthåb", som byen fik navn efter, opført på Guldbæk 700 meter neden for Ridemands Mølle. Papirmøllen standsede produktionen i 1854, men i 1858 blev den købt af smed Christian Zinck, der havde en lille smedje i Sejlflod og i 1845 havde opbygget et hammerværk, drevet af vandkraft. Nu blev papirfabrikkens to vandhjul brugt til at trække svanshammer, blæsere til esserne og slibesten. Arbejdsstyrken var 3-4 mand foruden Christian Zinck og hans søn Niels. Produkterne var værktøj som hamre, økser og knive samt landbrugsredskaber som spader, grebe, leer og plove.
I 1868 gik Ridemands Mølle på tvangsauktion. Christian Zinck købte den, og fabrikken fik dermed fuld kontrol over vandkraften. I 1894 blev man færdig med at grave en kanal fra den højere liggende Ridemands Mølledam til et tårn ved hammerværket. Det forøgede faldhøjden fra 2 meter til 8 meter, så der nederst i tårnet kunne opstilles en turbine. Herfra blev kraften overført til smedjen med et wiretræk. I 1915 blev smedjen genopført efter en brand, og der blev købt en ny turbine, som blev opstillet i selve smedjen. Vandet blev nu ført fra vandtårnet gennem rør til turbinen, så wiretrækket og de gamle vandhjul kunne fjernes.
5 generationer af familien Zinck drev Godthåb Hammerværk indtil 1987 og bidrog på mange måder til byens udvikling. I 1865 blev der opført et "familiehus" med 6 lejligheder. I "svendehuset" over for familiehuset blev der i 1886 indrettet butik for den brugsforening, som arbejderne havde oprettet i 1870'erne. I 1899-1906 blev der opført ca. 25 huse og lejligheder på hammerværkets jord. Christian Zinck af 3. generation var sognerådsformand 1892-97 og tog initiativ til byens første skole i 1901 og kirken i 1912.
Ved 125-års jubilæet i 1983 havde Zincks Fabrikker ca. 120 medarbejdere og produktionshaller med et areal på 9.292 m². Zinck fusionerede i 1985 med den danske konkurrent Lysbro. Zinck-Lysbro blev i 1989 købt af den verdensomspændende koncern Fiskars, der fortsatte produktionen af træskafter til bl.a. river og spader i fabrikkens nyeste bygninger. Denne produktion beskæftigede 11 mand, men den blev i 2007-08 flyttet til Østeuropa.
Fiskars overdrog bygningerne vederlagsfrit til Den selvejende Institution ”Godthåb Hammerværk”. En del af fabrikkens bygninger er fredet og drives som museum af frivillige. Hammerværket er et enestående velbevaret eksempel på den tidlige industri i Danmark. De oprindelige anlæg til opstemning er bevaret næsten intakte, fordi vandkraften blev anvendt i produktionen helt frem til 1970'erne.
Mellem Ridemands Møllesø og hammerværket er der opstået en park, hvis midtpunkt er den vandrige Guldbæk og en opstemmet sø. Ridemandsmøllestien og en trampesti langs den næsten udtørrede fabrikskanal går gennem området, og den nordjyske Hærvej går gennem parken.

### Stationsbyen
I 1901 beskrives Godthåb således: "Ridemands Vandmølle, ved Grænsen af Ø.-Hornum Sogn. Godthaab Hammerværk, ligeledes (Jorderne i Ø. Hornum Sogn), Fabrikation af Landbrugsredskaber, oprettet 1858, 45 Arbejdere. Ved Godthaab er Jærnbanehpl." Det høje målebordsblad fra 1800-tallet viser ikke anden bebyggelse end de to virksomheder. Det lave målebordsblad fra 1900-tallet viser desuden et lille kvarter med små parceller og huse, formodentlig hammerværkets arbejderboliger, samt et missionshus (opført 1939) og en telefoncentral.
Godthåb fik billetsalgssted på Aalborg-Hvalpsund Jernbane, der startede som Aars-Nibe-Svenstrup Jernbane i 1899 og blev forlænget til Hvalpsund i 1910. Billetssalgsstedet blev hurtigt oprykket til station med 92 m læssespor og sidespor til Zincks Fabrikker. I de følgende år fik stationen kvægrampe, varehus, krydsningsspor, mellemperron og kvægfold. I 1920 blev A. Andersens Stålvarefabrik opført ved stationen. Den havde i 1961 65 medarbejdere.
Stationsbygningen er revet ned. I mange år var et grønt pakhus bevaret, men det er også revet ned sammen med nogle industribygninger. Der planlægges udstykning af parcelhusgrunde ved stationsterrænet. Gennem Svenstrup og Godthåb går "Oldstien" på Hvalpsundbanens tracé. Den er nu en del af "Bjergbanestien", der går helt til Nibe og er 10 km lang. Man kan også se det tracé, hvor sidesporet til hammerværket har ligget.